# لويس نيكولا دافوت
لويس نيكولاس دافوت (10 مايو 1770 - 1 يونيو 1823) دوق أويرشتيد وأمير إكمول الأول، أحد أعتى مارشالات نابليون بونابرت، كان قائدًا عسكريًّا فرنسيًّا ومارشال الإمبراطورية. خدم خلال كل من الحروب الثورية الفرنسية والحروب النابليونية. موهبته في الحرب، إلى جانب شهرته كمنظّم صارم، أكسبته لقب «المارشال الحَديدِي». صُنف جنبًا إلى جنب مع المارشال أندريه ماسينا وجان لانيس كواحد من أفضل مارشالات نابليون.

## سيرة شخصية

### حياة مبكرة
ولد دافوت في يون ، ابن جان فرانسوا دافوت (1739-1779) وزوجته فرانسواز دي فيلارس (1741-1810). تلقى تعليمه في مدرسة برين في برين لو شاتو، وحضر الأكاديمية العسكرية التي ارتادها نابليون أيضًا، قبل أن ينتقل أيضًا إلى المدرسة العسكرية في باريس في 29 سبتمبر 1785. تخرج في 19 فبراير 1788 وعُيِّن مساعدًا ملازمًا في فوج الفرسان الملكي الشمباني [4] في حامية هيسدين. عند اندلاع الثورة الفرنسية، اعتنق دافوت مبادئها. شاركة مع كتيبة تطوعية في حملة عام 1792، وميز نفسه في معركة نيرويندن في الربيع التالي. كان قد رُقي للتو إلى رتبة لواء عندما أزيل من القائمة النشطة بسبب ولادته النبيلة. مع ذلك، خدم في حملات 1794-1797 على نهر الراين، ورافق الجنرال لويس ديساي في الحملة الاستكشافية المصرية لنابليون بونابرت.

### دافوت مارشالًا

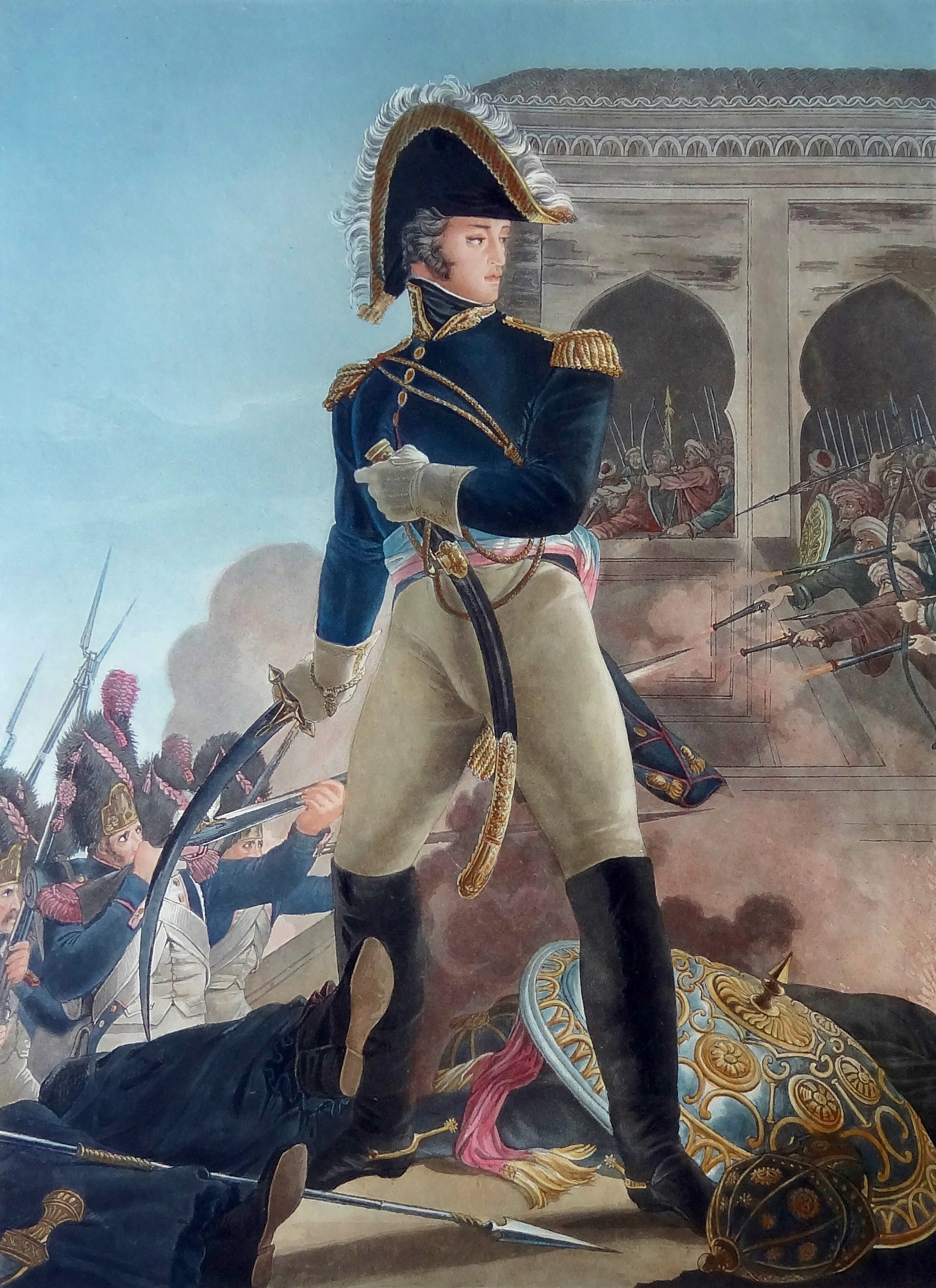
دافوت يقود الهجوم في معركة أبي قير.

عند عودته لم يشارك في معركة مارينغو ، حيث قُتل صديقه الجنرال لويس ديساي بينما كان يساهم بشكل حاسم في النصر. قام بالانقسام ورتب زواجه من أخت أخته بولين إيمي لوكلير ، مما جعله جزءًا من عائلة نابليون الممتدة ، وأعطاه مَصباً في الحرس القنصلي. عند اصبَحَ نابليون إمبراطوراً في عام 1804 ، تم تسمية دافوت كواحد من 18 مارشال أصليين للإمبراطورية. كان دافوت أصغر الجنرالات الذين تمت ترقيتهم إلى رتبة مشير وأقلهم خبرة ، مما أكسبه عداء الجنرالات الآخرين طوال حياته المهنية. 

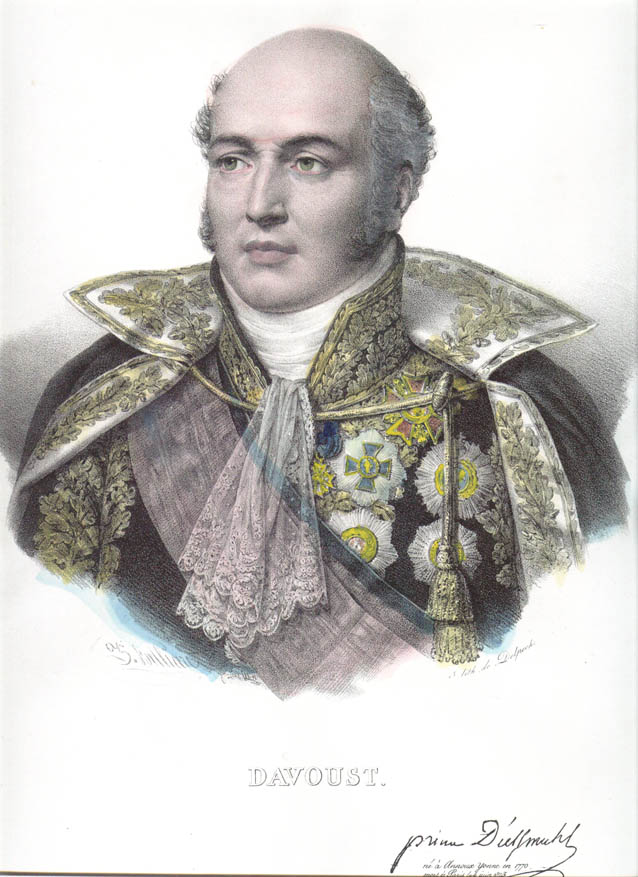
المارشال لويس نيكولا دافوت.

كقائد للفيلق الثالث من الجيش الكبير ، قدم دافوت أعظم خدماته. في معركة أوسترليتز ، بعد مسيرة قسرية استمرت 48 ساعة ، تحمل الفيلق الثالث وطأة هجوم الحلفاء. في الحرب اللاحقة للتحالف الرابع ، قاتل دافوت ، بفيلق واحد ، وانتصر في معركة أويرشتيد ضد الجيش البروسي الرئيسي ،  الذي كان لديه أكثر من ضعف عدد الجنود تحت تصرفه (أكثر من 63000 ، إلى دافوت 28000). كتب المؤرخ فرانسوا-غي هورتول: «في جينا ، ربح نابليون معركة لم يستطع أن يخسرها. في أويرشتيد ، ربح دافوت معركة لم يستطع الفوز بها». كمكافأة ، سمح نابليون لدافوت ورجاله بالدخول أولاً إلى برلين في 25 أكتوبر 1806.
أضاف دافوت إلى شهرته في معركتي إيلاو وفريدلاند. تركه نابليون كحاكم عام لدوقية وارسو المنشأة حديثًا بعد معاهدات تيلسيت في عام 1807 ، وفي العام التالي منحه لقب دوق أويرشتات. خلال حرب التحالف الخامس في عام 1809 ، شارك دافوت في معركة إكمول ، وميز نفسه أيضًا في معركة واغرام ، حيث قاد الجناح الأيمن. وعُين لاحقًا أمير إكمول بعد الحملة. عهد نابليون إلى دافوت بمهمة تنظيم «فيلق مراقبة الإلبه» ، والذي سيصبح الجيش العملاق الذي غزا به نابليون روسيا في عام 1812. وفي هذا ، قاد الفيلق الأول ، الذي يبلغ تعداده أكثر من 70000 ، وهزم الروس في موهيليف قبل أن ينضم إلى الجيش الرئيسي ، واستمر معه طوال الحملة والانسحاب من موسكو.  أثناء التراجع ، قادَ دافوت الحرس الخلفي ، والذي اعتبره الإمبراطور بطيئًا للغاية ، وحل محله المارشال ميشيل ناي. أدى عدم قدرته على الصمود في كراسني حتى وصول ناي وجيشه إلى الشعور بالخَجل وعدم لقاء الإمبراطور مرة أخرى حتى عودته من إلبا.
في عام 1813 ، تولى دافوت قيادة منطقة هامبورغ العسكرية ، ودافع عن هامبورغ ، وهي مدينة سيئة التحصين والتزويد ، من خلال حصار طويل ، ولم يستسلم إلا بأمر مباشر من الملك لويس الثامن عشر ، الذي اعتلى العرش بعد تنازل نابليون في أبريل 1814.  أثناء الحصار ، طرد ما يصل إلى 25000 من أفقر مواطني هامبورغ من المدينة في الشتاء البارد ، وكثير منهم لقوا حتفهم من البرد والجوع. بين عامي 1806 و 1814 ، عندما انتهى الاحتلال الفرنسي باستسلام دافوت ، انخفض عدد السكان بمقدار النصف تقريبًا ، إلى 55000.

### شخصيته

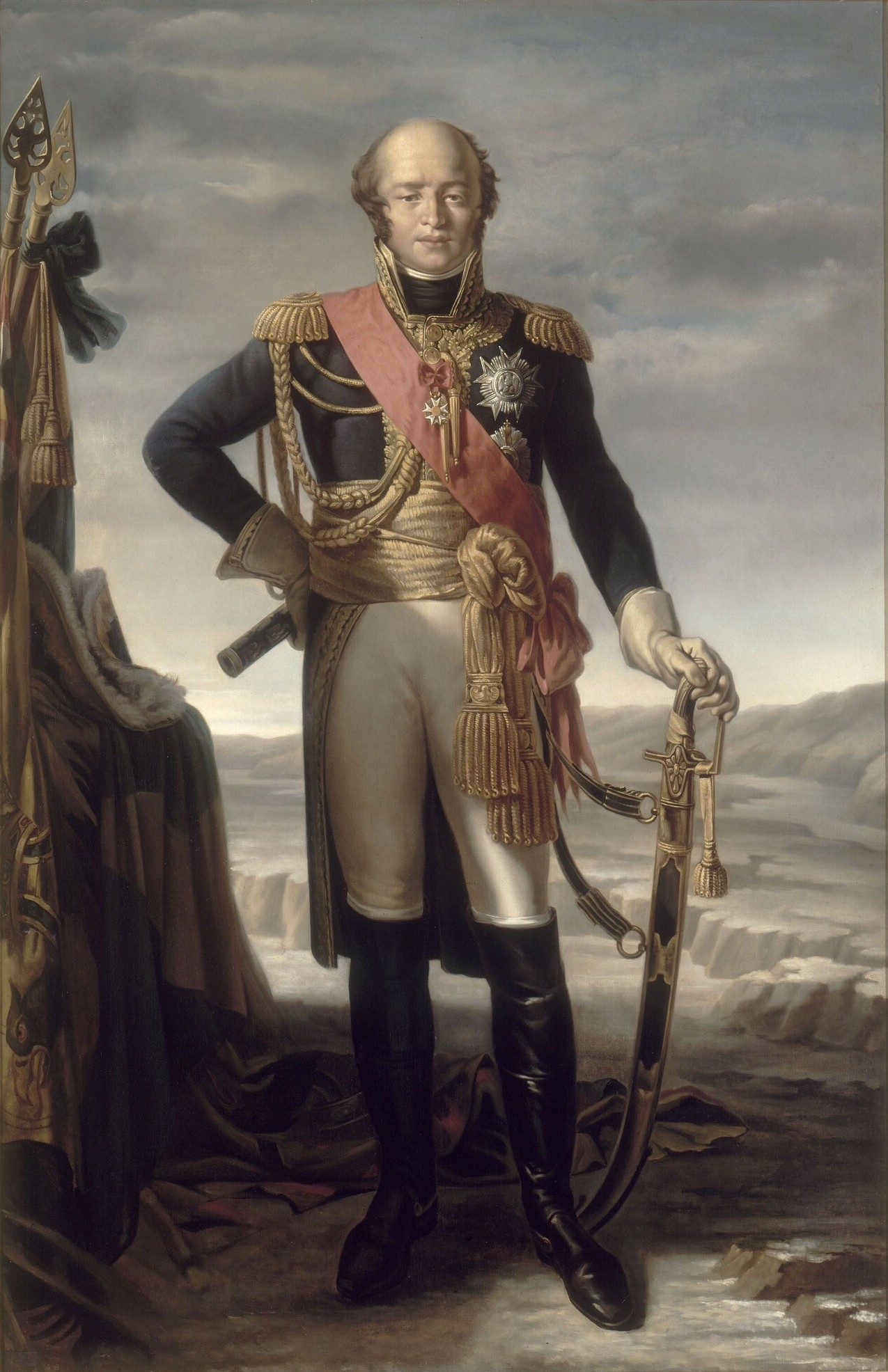
بورترية لدافوت بعد نسخة أصلية لكلود غوثروت.

وُصفت شخصية دافوت العسكرية على أنها قاسية وكان عليه أن يدافع عن نفسه ضد العديد من الهجمات لسلوكه في هامبورغ. لقد كان منضبطًا صارمًا، كان يفرض طاعة صارمة ودقيقة على قواته، وبالتالي كان فيلقه أكثر جدارة بالثقة والدقة في أداء واجبه من أي فريق آخر. على سبيل المثال، منع دافوت قواته من نهب قرى العدو، وهي سياسة فرضها مستخدمًا عقوبة الإعدام. وهكذا، في الأيام الأولى للجيش الكبير، كان الفيلق الثالث يميل إلى أن يعهد بأصعب الأعمال. اعتبره معاصروه أحد أعتى مارشالات نابليون. عند أول استعادة لملكية بوربون، تقاعد إلى الحياة الخاصة، وأظهر علانية عدائه لآل بوربون، وعندما عاد نابليون من إلبا، انضم إليه دافوت.

### عَودة الإمبراطور
عينه نابليون وزيرا للحرب ، وأعاد تنظيم الجيش الفرنسي بقدر ما يسمح به الوقت ، وكان لا غنى عنه لإدارة الحرب لدرجة أن نابليون أبقاه في باريس خلال حملة واترلو. إلى أي درجة كانت مهارته وشجاعته مُفيدة كوزيرا للحرب في حملة 1815 لا يمكن التكهن بها ، ولكن تم انتقاد نابليون لفشله في الاستفادة من مجال خدمات أفضل جنرال كان يمتلكه في ذلك الوقت. 
قاد دافوت الدفاع الشجاع ، ولكن اليائس ، عن باريس بعد معركة واترلو. تلقى قيادة الجيش المجتمع تحت أسوار باريس ، وكان سيقاتل ، لو لم يتلق أمر الحكومة المؤقتة القاضي للتفاوض مع العدو. في 24 يونيو 1815 ، أرسل جوزيف فوشيه ، رئيس الحكومة المؤقتة ، دافوت إلى الإمبراطور المخلوع في قصر الإليزيه مع طلب مغادرة باريس ، كَون استمرار تَواجُده في العاصمة قد يؤدي إلى المتاعب والخطر العام. استقبله نابليون بهدوء لكنه غادر باريس في اليوم التالي وأقام في قصر مالميزون حتى 29 يونيو عندما غادر إلى روتشفورت. في سنوات لاحقة ، قال نابليون عن دافوت بمرارة أنه «خانني أيضًا. لديه زوجة وأطفال ؛ كان يعتقد أن كل شيء قد ضاع ؛ أراد الاحتفاظ بما حصل عليه» ،  بينما في مناسبة أخرى يَذكُر ، «اعتقدت أن دافوت أحبني ، لكنه أحب فرنسا فقط.» بعد ذلك ، تقاعد دافوت عن الجيش وقدم استسلامه إلى مملكة بوربون المستعادة في 14 يوليو ، وفي غضون أيام قليلة تخلى عن قيادته للمارشال جاك ماكدونالد. 

### نهاية المَسيرة

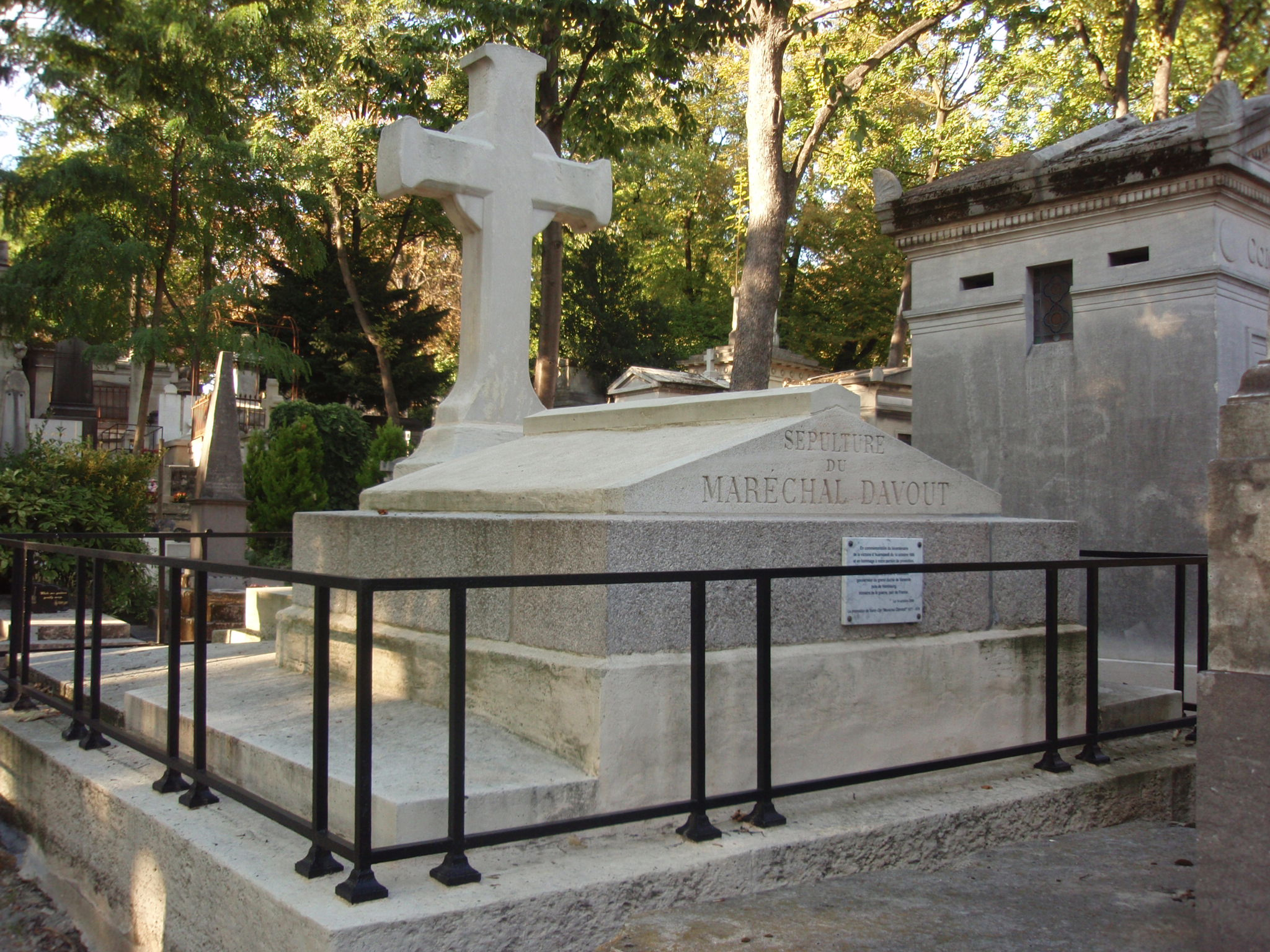
قبر دافوت في مقبرة بير لاشيز في باريس.

تم حرمانه من رتبته وألقابه عند عَودة البوبون الثاني. عندما تم سَجن بعض مرؤوسيه من الجنرالات ، طالب بتحمل المسؤولية عن أفعالهم ، كَونهم نَفَذوا بموجب أوامره ، وسعى إلى منع إدانة المارشال ميشيل ناي. بعد فترة ، تلاشت عداء البوربون تجاه دافوت وأصبح متصالحًا مع النظام الملكي. في عام 1817 ، تمت استعادة رتبته وألقابه ، وفي عام 1819 ، أصبح عضوًا في غرفة الأقران. 
في عام 1822 ، انتخب دافوت عمدة سافيني سور أورج ، وهو المنصب الذي شغله لمدة عام. كان ابنه لويس نابليون ، أيضًا رئيسًا لبلدية المدينة من 1843 إلى 1846. ساحة رئيسية تحمل اسمها في المدينة ، وكذلك شارع في باريس.
توفي دافوت في 1 يونيو 1823. راحت رفاته في مقبرة بير لاشيز في باريس ، حيث يوجد شاهد يشير إلى قبره.